# Miletus agragas
Miletus agragas är en fjärilsart som beskrevs av William Doherty 1891. Miletus agragas ingår i släktet Miletus och familjen juvelvingar. Inga underarter finns listade i Catalogue of Life.